# كهف خليج كتالونيا
كهف خليج كتالونيا (بالإنجليزية: Catalan Bay Cave)‏ هو كهف يقع ضمن أقاليم ما وراء البحار البريطانية في منطقة جبل طارق التابعة للتاج البريطاني.